# Encores (Berdien Stenberg)
Encores è il quinto album della flautista Berdien Stenberg.

## Tracce
1. Tambourin – 3:21
2. Serenade – 4:31
3. Lascia Ch'io Pianga – 3:57
4. L'arte Del Violino – 3:03
5. Andante In C,kv 315 – 6:20
6. Finale(From Symphony No.88 Haydn) – 3:32
7. Romance (Theme From Reilly) – 4:26
8. Allegretto – 4:34
9. Scherzo (From A Midsummer Night's Dream) – 3:02
10. Stabat Mater Dolorosa (From Stabat Mater) – 4:01